# Pristimantis scolodiscus
Pristimantis scolodiscus là một loài động vật lưỡng cư trong họ Strabomantidae, thuộc bộ Anura. Loài này được Lynch & Burrowes mô tả khoa học đầu tiên năm 1990.